# Ikariam
Ikariam is een gratis browsergebaseerde Massive Multiplayer Online Game ontwikkeld door Gameforge AG. Het doel is een dorp uit te bouwen en zo groter en sterker te worden, net als in spellen als Travian of Tribal Wars. Het verschil met die spellen is dat Ikariam zich afspeelt in de tijd van de Oude Grieken. Het spel is momenteel in 44 talen beschikbaar.

## Werelden
Ikariam werd gespeeld op werelden (ook wel bekend als servers). De werelden krijgen de namen van de letters van het Griekse alfabet. In tegenstelling tot spellen als Travian houden de werelden nooit op. Er waren in totaal negen Nederlandse werelden:
- Alpha: gestart in april 2008
- Beta: gestart in april 2008[2]
- Gamma: gestart in juni 2008[3]
- Delta: gestart in mei 2009
- Epsilon: gestart in juni 2010[4].
- Zeta: gestart in mei 2011
- Eta: gestart in oktober 2011
- Theta: gestart in mei 2012
- Iota: gestart in oktober 2012

Op 7 mei 2015 werden alle werelden (met uitzondering van Zeta) samengevoegd in één wereld, Zeta.
Daarnaast is er ook een internationale testserver en zijn er ook af en toe speed servers, die vier keer sneller zijn dan de normale servers. Deze zijn echter niet in het Nederlands. De speed servers hebben, in tegenstelling tot de normale servers, wel een einddatum waarop de server offline gaat.

## Grondstoffen
In het spel zijn vijf verschillende grondstoffen te vinden : bouwmaterialen (hout), wijn, marmer, kristalglas en zwavel. Hout is aanwezig op elk eiland. Van de andere grondstoffen is er telkens één soort aanwezig op een eiland.
Door te koloniseren kan men in het bezit komen van de grondstoffen op andere eilanden. Ook kan men door te handelen aan de gewenste grondstoffen komen. Ten slotte kan men nog dorpen van andere spelers belegeren en plunderen om aan grondstoffen te komen.

## De gebouwen
De gebouwen zijn aangepast aan de Griekse tijd. Zo is er een academie met onderzoekers, zijn er in de barakken boogschutters te vinden en houdt de speler zijn mensen gelukkig door wijn te schenken in de taverne of kunst tentoon te stellen in het museum. Net zoals bij andere spellen worden gebouwen efficiënter naarmate het level hoger wordt.

## Het spel
In Ikariam is het dorp van de speler op een eiland gevestigd. Zodra de speler sterk genoeg is, kan hij kolonies gaan stichten. Op die manier is het gemakkelijker om aan grondstoffen te komen. Ook kan de speler handelen, oorlog voeren, allianties stichten en in vrede leven. De speler kan eveneens plunderen of geplunderd worden. Het enige zekere is dat de speler zijn stad nooit kwijt kan raken en zijn gebouwen nooit vernietigd zullen worden.

## Inkomsten
Inwoners leveren 3 goud per stuk per uur op. Ook door verkoop van grondstoffen aan andere spelers kan men geld verdienen. Wanneer inwoners echter te werk zijn gesteld, leveren ze geen goud op. Onderzoekers kosten zelfs geld.
Als er geen geld meer is, kan men gebouwde legers niet meer onderhouden en raakt men ze zelfs een voor een kwijt, totdat de onderhoudskosten weer in balans zijn met het inkomen.

## Ambrosia
De speler kan via een microtransactie-systeem ambrosia aanschaffen. Dat kan gebruikt worden om extra's mee te kopen zoals Ikariam Plus (de premium-versie van het spel), of andere items waardoor bijvoorbeeld het winnen van grondstoffen versneld wordt.

## Allianties
Als de speler een ambassade heeft gebouwd, kan hij allianties stichten. Ook kan de speler lid worden van een alliantie. Een alliantie is een groep spelers die elkaar niet aanvallen, maar elkaar helpen. Zo kunnen ze bijvoorbeeld troepen bij elkaar plaatsen. Ze kunnen ook met elkaar handelen of elkaar beschermen. Allianties kunnen de oorlog verklaren aan andere allianties, maar ook een vredesverdrag sluiten. Binnen een alliantie zijn diverse functies, namelijk: een leider, minister van Binnenlandse Zaken, een diplomaat en een generaal.
De allianties komen op twee ranglijsten te staan, één gesorteerd op de totale score van alle leden bij elkaar opgeteld en de andere gesorteerd op de gemiddelde score van de leden.